# Pectoral d'Aguilar de Anguita
El Pectoral d'Aguilar de Anguita, el pectoral està realitzat en bronze i pertany a la cultura celtibèrica, trobat a la necròpoli de El Altillo d'Anguita, província de Guadalajara. Segle V .C.-o principis segle iv aC. -Tumba II de J.L. Argente Oliver, o Tumba A de Wilhelm Shüle-. Es conserva al Museu Arqueològic Nacional d'Espanya a Madrid, amb el nombre d'inventari 1940/27/AA/474.

## Descripció
Consisteix en dos discs de bronze units entre si per cadenetes, decorats amb motius geomètrics mitjançant repussat, dels que pengen diverses plaques ovalades també decorades.
Les elits dels guerrers celtibèrics acostumaven a cobrir-se amb escuts de cuir i lli sobre les que portarien, al pit i esquena, aquests pectorals realitzats en bronze. Només alguns personatges els portarien com a objecte de prestigi, pel que podria estar destinat només a cerimònies i exhibicions, més que per ser usat en combat.
Aquests pectorals de bronze podien ésser circulars o quadrangulars i podien ser articulats, si s'ajuntaven diverses plaques, amb anelles. També podien portar aplics penjats com a campanetes o d'altres plaques de mida més petita. La decoració era principalment amb motius geomètrics, possiblement relacionats amb temes astrals i tindrien caràcter apotropaico, és a dir, de protecció. La tècnica de decoració es feia mitjançant repussat o cisellada. Els dos discs grans tenen motius de decoració de cinc grups de cercles, mentre que als altres discs petits l'ornamentació és de dos cercles i punts repussats.